# 簿記講習所
簿記講習所（ぼきこうしゅうじょ）は、1879年（明治12年）の秋に慶應義塾外の京橋区南鍋町に設けられた講習所である。

## 概要
簿記講習所は福澤諭吉の出資によって1879年（明治12年）に開設され、その後、3年間ほど運営された。簿記講習所ができる以前は、福澤諭吉はまず外国書物の簿記書を翻訳して『帳合之法』を刊行した。これは日本最初の洋式簿記書であり、「略式」と題して単式簿記を扱う初編の2冊が1874年（明治7年）6月に慶應義塾出版局から刊行された。翌1875年（明治8年）6月には複式簿記を扱う二編の2冊が刊行された。
1878年（明治11年）ごろになると、伊藤詮一郎が福沢諭吉の勧めで慶應義塾で簿記の講義を始めたが、長続きはしなかった。その後、1879年（明治12年）に丹文次郎の弟の竹田等なる人が簿記学に精通していることを聞き、福澤諭吉は竹田を説得して、京橋区南鍋町に「簿記講習所」を設けることになった。この簿記講習所では『帳合之法』を教材として使用し、簿記法の普及を図った。
「簿記講習所」の開校の当日には、福澤諭吉、加藤政之助、吉良亨らの演説が行われた。その時の入学生は500名前後に達したといわれている。
1880年（明治13年）9月には、専修学校（現・専修大学）が開校するにあたり、その仮教場として簿記講習所が1ヶ月ほど提供された。
1881年（明治14年）には慶應義塾で学び歯科医になった小幡英之助の診療所が移転してきている。